# Cantonul Saint-Jeoire
Cantonul Saint-Jeoire este un canton din arondismentul Bonneville, departamentul Haute-Savoie, regiunea Rhône-Alpes, Franța.

## Comune
- La Tour
- Mégevette
- Onnion
- Saint-Jean-de-Tholome
- Saint-Jeoire (reședință)
- Ville-en-Sallaz
- Viuz-en-Sallaz